# چوب ماهیگیری

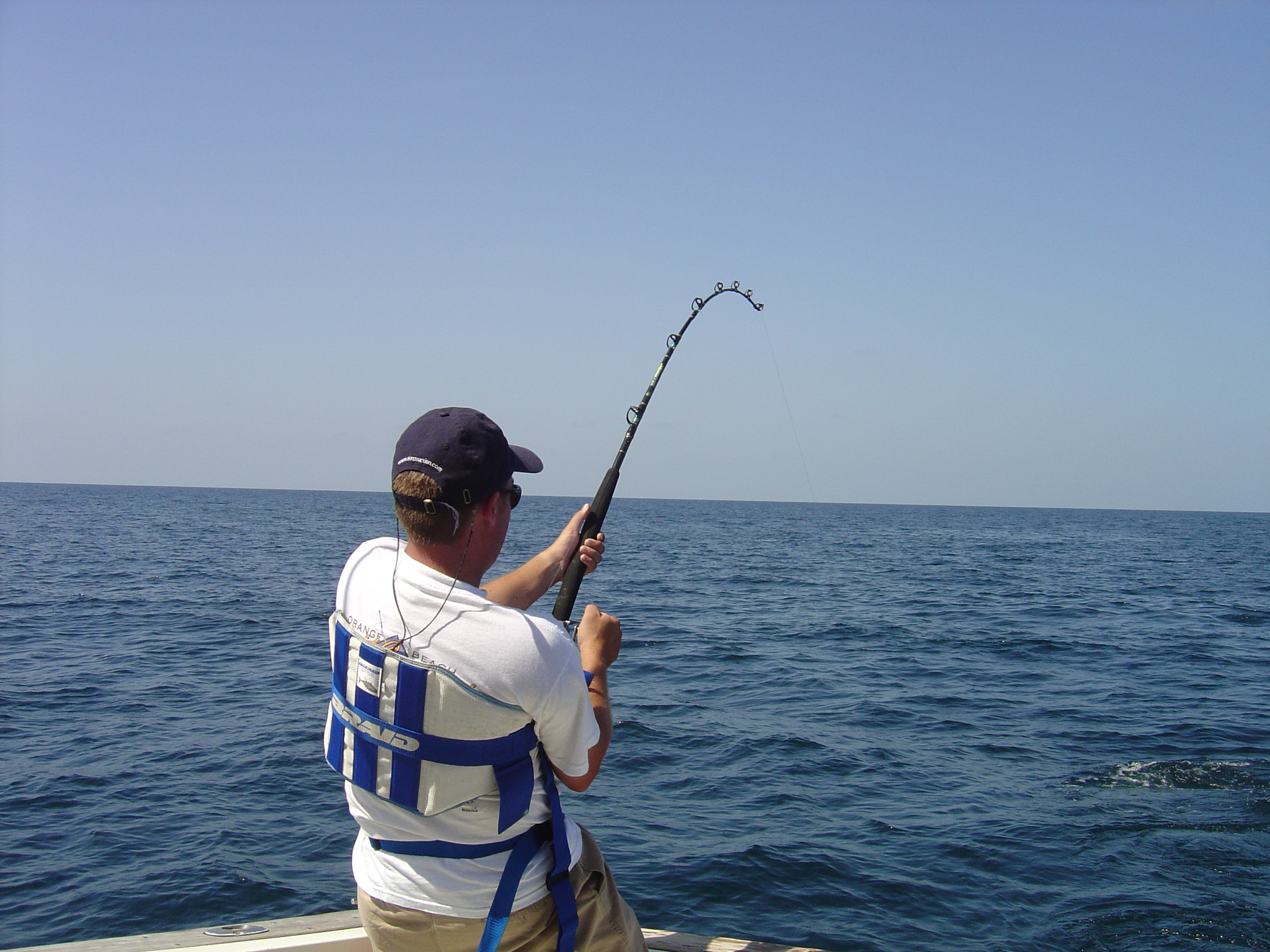
ماهیگیری با چوب ماهیگیری.

قدمت ماهیگیری و استفاده از تجهیزات مربوط به این حرفه توسط محققان و تاریخ شناسان به اندازه تاریخ تمدن بشری تخمین زده می شود و کشورهای آسیای شرقی بنیانگذاران به‌کارگیری چوبهای ماهیگیری در جهان هستند و این اکتشاف معطوف می شود به زمان کشف نی ها به عنوان یک میله طبیعی مستحکم و منعطف.
امروزه با پیشرفت دانش فنی و ارتقاء سبکهای ماهیگیری شاهد ظهور چوبهای ماهیگیری تخصصی در اشکال متنوع و متریال پیشرفته با قابلیتهای مختلف هستیم البته تقسیم بندی چوبها در یک چهارچوب واحد میسر نیست و کمپانیهای تولید کننده چوبهای ماهیگیری بر اساس کاربرد، جنس و اکشن چوبها تقسیم بندی های متفاوتی ارائه نموده اند.
  به‌طور کلی ساختار و اجزای تشکیل دهنده بدنه یک چوب ماهیگیری عبارت است از :
A – میله (تلسکوپی ، یک تیکه ، چند تیکه)
B – دسته ( جنس روکش چوب پنبه ، الیاف مصنوعی، فوم  و فلزی)
C – حلقه یا رینگ عبور نخ (چینی، سرامیک ، فایبر گلاس و استیل)
D – محل نصب چرخ یا فیکسرچرخ ( رو به پایین، رو به بالا جهت اتصال چرخهای بیت کستینگ )
ماهی گرفتن با چوب ماهیگیری توسط یک چوب و یک قلاب :

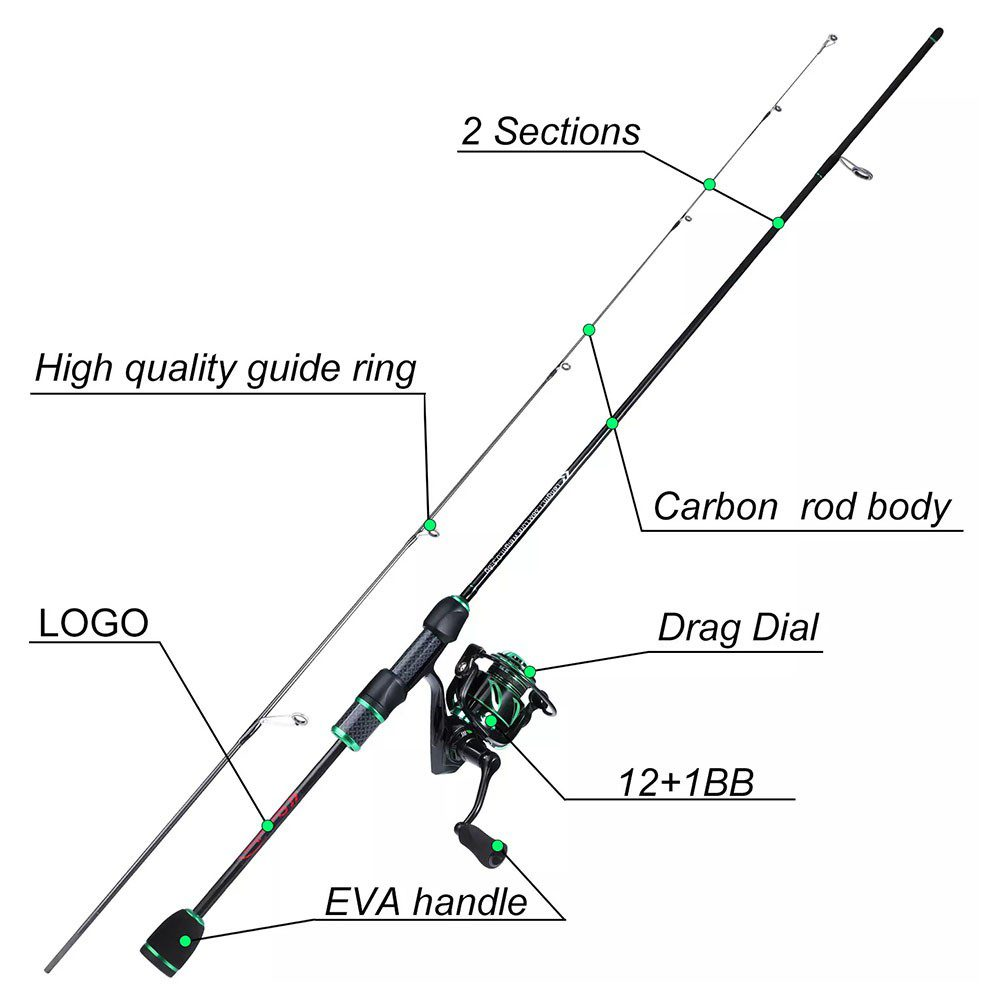

چوب ماهیگیری که به آن میله ماهیگیری و گاه قلاب ماهیگیری هم گفته می‌شود میله‌ای بلند و انعطاف پذیر برای ماهیگیری است. ساده‌ترین شکل چوب ماهیگیری، یک شاخه یا نی ساده و بلند است که با نخ ماهیگیری به قلاب ماهیگری وصل می‌شود. طول چوب ماهیگیری می‌تواند متفاوت باشد و معمولاً بین ۶۰ سانتیمتر و گاه تا ۶ متر است. از طعمه برای ماهیگیری استفاده می‌شود.  
به‌طور سنتی چوب ماهیگیری از خیزران (نی یا بامبو) ساخته می شده‌است اما امروزه از  پشم شیشه یا فیبر کربن تقویت شده هم برای تولید چوب ماهیگیری استفاده می‌شود.
برخلاف تور ماهیگیری که معمولاً برای امرار معاش و ماهیگیری تجاری استفاده می‌شود، چوب ماهیگیری وسیله‌ای برای ماهیگیری تفریحی است و انواع و اکشن‌های مختلفی دارد.

## تاریخچه
با قضاوت از روی کتیبه‌هایی که قدمت آن‌ها به ۲۰۰۰ سال قبل از میلاد می رسد، سابقه استفاده از چوب ماهیگیری به مصر و چین و یونان و ترینیداد و توباگو، رم و انگلستان قرون وسطی می رسد.

## مشخصات
تولیدکنندگان چوب ماهیگیری از چند معیار برای تفکیک انواع چوب ماهیگیری استفاده می‌کنند که شامل قدرت، عملکرد، وزن میله، وزن قلاب و تعداد قطعات می‌شود.  

## همچنین نگاه کنید
- مواد کامپوزیت
- حلقه ماهیگیری